# Verbundplatte

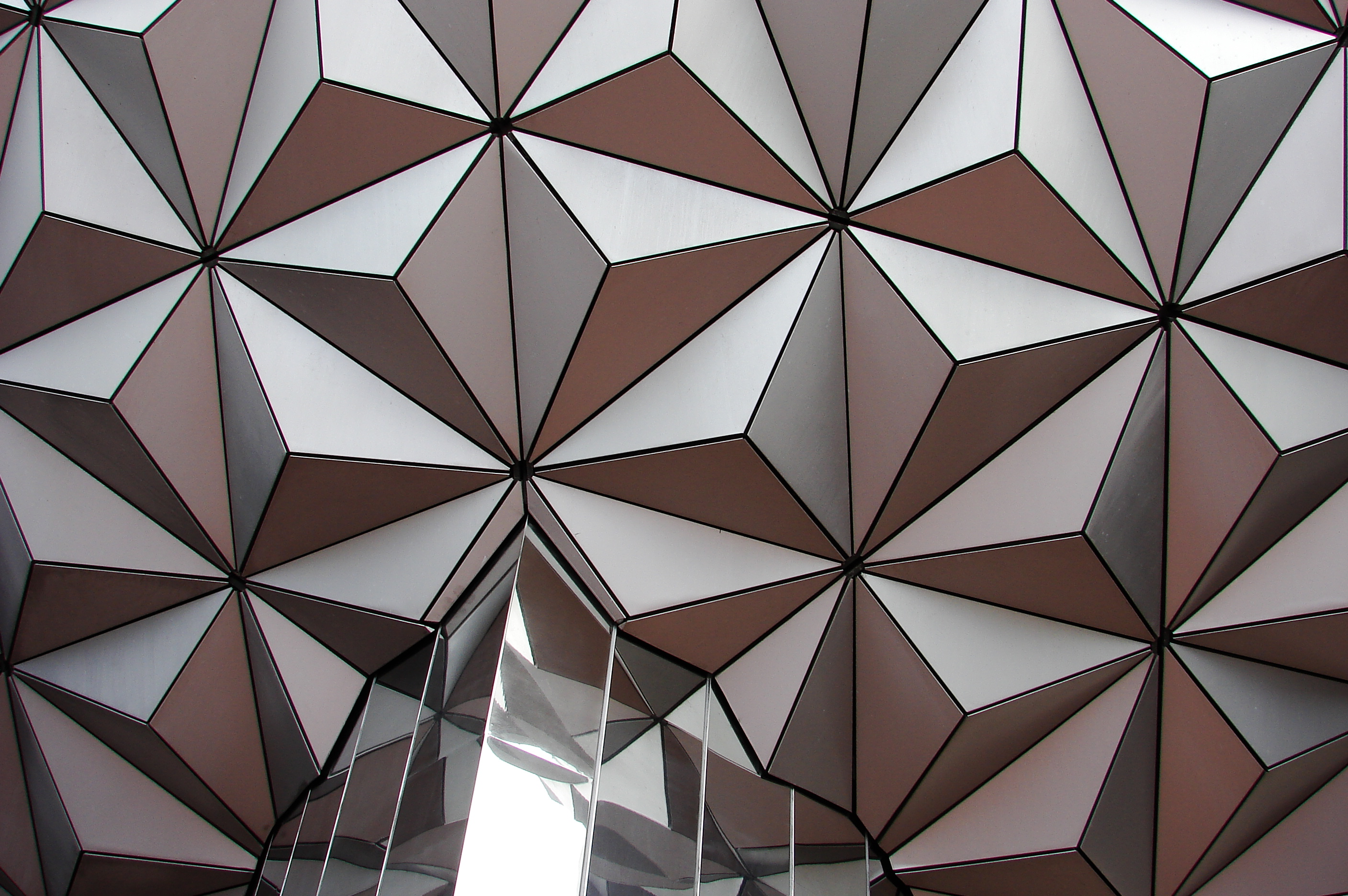
Beidseitig mit Aluminium beschichtete Verbundplatten Alucobond des Epcot Spaceship Earth

Verbundplatten sind Plattenwerkstoffe, die aus Verbundwerkstoffen bestehen. Aus mehreren Schichten zusammengefügte Verbundplatten werden auch als Sandwichplatten bezeichnet.
Leichtbauplatten
Platten, die bei hoher Steifigkeit ein geringes Gewicht aufweisen, da die mittleren Lagen aus leichteren, oft porösen Werkstoffen bestehen, z. B. Sandwichplatte mit Wabenkern.
Holzwerkstoffplatten
Verbundplatten aus Holzwerkstoffen besitzen in der Regel mindestens drei Lagen. Die Mittellage kann aus Vollholz oder anderen Werkstoffen bestehen.
- Stabsperrholz ST (Tischlerplatte)
- Stäbchensperrholz STAE
- Baustabsperrholz BST
- Baustäbchensperrholz BSTAE
- Röhrenspanplatte
- Sonderausführungen

Fassadenplatten; Platten für Schilder, Werbeträger/ Außenwerbung und Messebau
Aluminium-Mehrschichtplatten mit Kern aus Polyethylen oder nichtbrennbarem mineralischem Material, Markennamen Alucobond, Dibond oder Reynobond.